# Passo des Aravis
O passo des Aravis que culmina a 1486 m, é um colo de montanha que separa a comuna francesa de La Clusaz na Alta Saboia e La Gietraz na Saboia, e é o ponto de passagem mais baixo da cordilheira des Aravis.

## Volta à França
Colo de segunda classe, é muito utilizado no Tour de France e entre 1911 e 2010 já tinha sido usado 39 vezes .